# Сазонтьєв Сергій Владиславович
Сергій Владиславович Сазонтьєв (рос. Сергей Владиславович Сазонтьев; 28 жовтня 1946, Москва, Російська РФСР — 29 липня 2011, Москва, Росія) — радянський і російський актор театру і кіно. Заслужений артист Росії (1993). Народний артист Росії (2010).

## Біографія
Закінчив Школу-студію МХАТу (1969, курс О. М. Єфремова). З 1964 по 1985 рік — в трупі театру «Современник». З 1985 по 1993 — в театрі імені М. Н. Єрмолової, сезон 1993—1994 року — в театрі ім. Володимира Маяковського, з 1994 року — в Московському Художньому театрі ім. А. П. Чехова.
Знявся більш, ніж в шістдесяти кінострічках, зокрема: «Місто з ранку до півночі» (1976, Віктор Михайлович), «Наказ: вогонь не відкривати», «В останню чергу» (1981), «Розмах крил» (1986, Сударєв), «Все попереду» (1990), «Мертві без поховання» (1992) та ін. Також брав участь у дублюванні іноземних фільмів.
Похований в Москві на Ваганьковському кладовищі в могилі батьків.